# Attheyella godeti
Attheyella godeti är en kräftdjursart som först beskrevs av Delachaux 1917.  Attheyella godeti ingår i släktet Attheyella och familjen Canthocamptidae. Inga underarter finns listade i Catalogue of Life.